# Station Zdzieszowice
Station Zdzieszowice is een spoorwegstation in de Poolse plaats Zdzieszowice.